# Laukkovuoret
Laukkovuoret är kullar i Finland. De ligger i Vederlax i landskapet Kymmenedalen, i den södra delen av landet, 140 km öster om huvudstaden Helsingfors.